# La clave
La clave fue un programa de televisión español de debate, creado, presentado y moderado por el periodista José Luis Balbín. Estuvo inspirado en el programa Les dossiers de l'écran ("Los archivos de la pantalla"), creado por Armand Jammot en 1967 y emitido en la televisión francesa, primero en el segundo canal de la radiodifusora pública ORTF y después en Antenne 2.
La clave tuvo dos etapas: una primera, desde 1976 hasta 1985, correspondiente a su emisión en la entonces denominada Segunda Cadena de Televisión Española o UHF (actualmente La 2), y una segunda, desde 1990 hasta 1993, correspondiente a su emisión en Antena 3 Televisión.

## Formato
El programa consistía en un debate presentado y moderado por José Luis Balbín, en el que se abordaban temas de actualidad que afectaban a la sociedad española. En la primera parte del programa se emitía una película relacionada con el tema sobre el que trataba el programa. En la segunda parte se desarrollaba el debate entre los invitados asistentes, el cual concluía con las preguntas que enviaban los espectadores a los participantes. Al término del mismo, se recomendaba bibliografía sobre el asunto abordado, para que los espectadores pudieran profundizar en él si así lo deseaban.
La emisión de La clave en los años de la Transición española estuvo marcada por el tratamiento de cuestiones controvertidas y delicadas, como la legalización del Partido Comunista de España, el aborto o la crisis de empleo. El programa permitió, por primera vez, la retransmisión en la televisión española de puntos de vista diferentes y encontrados en torno a temas que hasta la fecha, por la existencia de la dictadura franquista, habían sido tabú en los medios de comunicación. A pesar de emitirse en la Segunda Cadena, con una audiencia minoritaria, el programa tuvo bastante repercusión en el país.
Al programa La clave fueron invitados personajes destacados del mundo de la política, la ciencia y la cultura en general, entre los que cabe destacar a los políticos españoles Antonio García-Trevijano, Gonzalo Fernández de la Mora, Alfonso Guerra, Blas Piñar, Julio Anguita, Miguel Herrero y Rodríguez de Miñón, Santiago Carrillo, Ramón Tamames, José María Mohedano, Federica Montseny, Lidia Falcón y Jordi Pujol, a políticos extranjeros como Olof Palme y a otras figuras de otros campos, como Gustavo Bueno, Santiago Amón, Antonio Escohotado, Fernando Sánchez Dragó, Emilio Lamo de Espinosa, Severo Ochoa, Bernard-Henri Lévy, Luis Rosales, Julián Lago, Ian Gibson, Manuel Martín Ferrand, Felipe Mellizo y otras muchas personas. En total se grabaron más de 400 programas de La Clave.

## La clavede Televisión Española (1976 a 1985)
La dirección de Radio Televisión Española aprobó en noviembre de 1975, bajo la dirección de Jesús Sancho Rof, la puesta en marcha de un nuevo programa de debates, que se basaría en el formato del programa Les dossiers de l'écran, emitido por la cadena francesa Antenne 2. La clave comenzó a emitirse el 18 de enero de 1976 en el Segundo Canal de TVE (UHF) y su primer debate se tituló El juego. En él se sentarían las bases principales que caracterizarían el desarrollo posterior del programa.
La clave fue retirado de la parrilla al finalizar la temporada, tras la emisión de trece programas y con la prohibición por orden de la dirección de la cadena de emitir un programa. Sin embargo, durante la presidencia en TVE de Rafael Anson, el programa regresó a antena a finales de 1976. Durante esta segunda fase, se abordaron debates hasta entonces inéditos en la televisión española, dedicados a partidos políticos clandestinos o a leyes, algo que durante la dictadura franquista estaba prohibido realizar en televisión. El espacio se emitió en el mismo canal, en horario de prime time, con la emisión de una película introductoria sobre el tema y un debate posterior.
El programa volvió a sufrir un parón en septiembre de 1980, cuando la dirección de TVE pensó emitirlo en diferido. La decisión no gustó a la dirección del programa, que decidió suspenderlo hasta que se volviese a la situación previa, regresando la difusión un mes después. Durante la Copa Mundial de Fútbol de 1982 el programa sufrió otro parón, aunque en esta ocasión debido a la cobertura del evento por parte de TVE.
En diciembre de 1982 José Luis Balbín asumió la Dirección de Informativos de TVE. El año siguiente se puso en entredicho su continuidad al frente del programa debido a una posible incompatibilidad de trabajos, y se planteó que fuera sustituido por la periodista Victoria Prego, pero Balbín se mantuvo al frente del mismo.  Con el paso de los años, fueron surgiendo discrepancias entre el director José María Calviño y José Luis Balbín con respecto a asuntos como la financiación del programa o la elección de los temas a debatir. Tras una serie de presiones por parte del Gobierno socialista de Felipe González, el programa fue clausurado en 1985.

### Retirada del programa en 1985
Durante el último programa de La clave, celebrado el 20 de diciembre de 1985 sobre el tema "20 años de Vaticano", Balbín mostró en directo serias dudas sobre la continuidad del programa por parte de la dirección, que no le mencionó la continuidad a partir del próximo año, y anunció que, si llegara a mantenerse el programa, el primer debate de 1986 se llamaría Pax. Este trataría sobre la paz y contaría con invitados como uno de los tripulantes del Enola Gay o el director del museo de víctimas de Nagasaki entre otras eminencias.
Sin embargo la dirección de RTVE, comandada por José María Calviño, comunicó el 23 de diciembre de 1985 a Balbín que La clave desaparecería por completo de las pantallas a partir del año siguiente. Mientras que TVE alegó "criterios profesionales" diciendo que el programa había tenido una bajada drástica en sus audiencias según el Estudio General de Medios, Balbín dijo que las cifras del EGM no reflejaban la realidad y que en su opinión la cancelación era un ataque a la libertad de expresión y censura. También hizo referencia a que 1986 sería el año del referéndum sobre la permanencia de España en la OTAN, y que durante la última temporada le negaron realizar cualquier debate al respecto. Por otra parte, los partidos de la oposición como Alianza Popular o el Partido Comunista de España criticaron severamente la medida y afirmaron que fue realizada porque el programa era crítico con el gobierno socialista.
Estaba planeado que su último debate en TVE fuera "La movida nacional", con emisión prevista para el 27 de diciembre, y relacionado en principio con la movida madrileña. Sin embargo, el cambio de los invitados iniciales provocó que TVE suspendiera la emisión de ese debate, por lo que Balbín no pudo despedirse de su audiencia en directo. El periodista y los tertulianos invitados realizaron el debate el día previsto, pero desde el Hotel Palace de Madrid y en abierto para el resto de medios de comunicación. El debate sirvió para criticar la postura de la dirección de TVE, la gestión por parte del gobierno de Felipe González de TVE y la supuesta manipulación informativa que sufría el Ente, ya que la retirada coincidía con el año electoral y el referéndum sobre la OTAN.

## La clavede Antena 3 (1990 a 1993)
Durante los días previos al nacimiento de Antena 3 Televisión, su director general Manuel Martín Ferrand decidió contratar a José Luis Balbín, que ya trabajaba como conductor del programa "Hora cero" en Antena 3 Radio, para que recuperase el programa La clave en la nueva cadena como uno de los programas destacados del canal. El programa comenzó a emitirse el 26 de enero de 1990, un día después de la inauguración de la cadena, y supuso la vuelta de Balbín a la televisión nacional. El programa se mantuvo en la programación cada viernes durante 2 temporadas (1990 a 1992) con la fórmula habitual de película y posterior debate, aunque a partir de 1992 la cadena decidió eliminar la película y mantener solo el espacio de tertulia.
Tras el cambio accionarial de Antena 3 Radio en 1992 y la posterior desvinculación de la cadena de televisión, José Luis Balbín se quedó en Antena 3 Televisión. El programa fue cambiado de horario, pasando a emitirse los viernes por la madrugada, y dejó de emitirse definitivamente en junio de 1993.
Cinco años después se haría una Clave extraordinaria, un único programa en conmemoración de los primeros veinte años de la Constitución española de 1978, con figuras destacadas y ponentes políticos de la misma. Se emitió por la primera cadena de TVE.

## Sintonía y símbolo
La clave tiene una sintonía que ha estado presente durante todas sus ediciones, tanto en TVE como en Antena 3. La composición fue realizada por Carmelo Bernaola, autor también de las sintonías de otros programas. 
El símbolo del programa desde su estreno fueron 3 monos, basado en Los tres monos sabios.

## Repercusión
La clave está considerado como el primer programa de debate que abordó temas y posturas que suponían una apertura al sistema democrático en España durante el proceso de la Transición. En los programas siguientes se trataron temas como los nuevos partidos políticos, la situación de la religión en España, el sistema económico del país, la democracia de partidos o el futuro del país entre muchos otros.
La aparición de este programa supuso la llegada de otros tipos de formato de debate en Televisión Española y, posteriormente, en otras cadenas autonómicas para terminar consolidándose en la década de los 90.
El programa La clave fue considerado en el año 2007 como uno de los mejores programas informativos y de debate en la historia de la televisión nacional, según una lista elaborada por el Grupo Joly bajo el título Los mejores 100 programas de la televisión en España. Por otra parte, el nombre del programa sería utilizado por Balbín para otros proyectos periodísticos, como la revista de actualidad semanal La clave que ya ha desaparecido.

## Curiosidades
- Al término de cada programa los invitados recibían como regalo un reloj de pulsera.
- En 1981 y tras un debate sobre José Antonio Primo de Rivera, cuatro guardaespaldas del dirigente falangista Raimundo Fernández Cuesta increparon e intentaron retorcer la oreja del historiador e hispanista Ian Gibson al término del programa en los pasillos de TVE. La intervención del propio Fernández Cuesta y del director del programa, José Luis Balbín, evitó que el incidente revistiera mayor gravedad. Gibson había comentado que José Antonio había recibido subvenciones del dirigente fascista italiano Conde Ciano pero que "no sabía el uso que el dirigente falangista había hecho de ellas". Los guardaespaldas de Cuesta consideraron que Gibson había llamado a José Antonio "ladrón" y le aconsejaron que se fuera de España.[10]
- Para la celebración del último debate de La clave se escogió el Hotel Palace de Madrid debido a que tres años antes el Partido Socialista Obrero Español celebró su resultado en las Elecciones generales españolas de 1982 desde ese mismo lugar.